# Johann Gottlieb Gleditsch (Verleger)
Johann Gottlieb Gleditsch (* 18. Juni 1688 in Leipzig; † 25. August 1738 ebenda) war ein deutscher Buchhändler und Verleger.
Johann Gottlieb Gleditsch übernahm nach dem Tode seines Vaters Johann Friedrich Gleditsch im Jahr 1716 dessen Verlag. Im Jahr 1719 heiratete er die Tochter des Gelehrten Johann Hübner, der die Vorreden zu dem in seinem Verlag erscheinenden Realen Staats- Zeitungs- und Conversations-Lexicon verfasste.